# 恩里克·卡布雷拉
恩里克·卡布雷拉（Enrique Cabrera，1974年7月14日—）是一名的墨西哥雕塑家，也以修复者、音乐家和摄影师而闻名。他的雕塑曾在卢浮宫、巴黎艺术购物节和毕加索博物馆（法国）、东京森美术馆（日本）、洛克菲勒中心、肉库区、巴塞尔艺术展和汉普顿艺术博览会（美国）等处展出。此外，他经常与各基金会合作，其中包括作为教皇方济各的会议学校、全美艾滋病研究基金会、联合国儿童基金会、瑞奇·马丁基金会、伊娃·朗格里亚基金会和色彩慈善组织等知名机构的大使参与其活动。
卡布雷拉曾与墨西哥的CENIDIAP（国家美术研究中心）和INBA（国家美术学院）合作，在世界各地开展了多次艺术品修复工作。他曾于2009年和2010年分别被法国政府和墨西哥政府选中，用传统修复技术修复了这两个国家一些重要的民族遗产雕塑作品。
他的作品系列包括：《三部曲》（Trilogía）、《杰作》（Palmarius）、《杰作彩绘》（Palmarius Colors）、《彩色迈阿密头骨》（Skull Miami Colors）、《快马》（Cavallo Veloce）、《纳亚》（Naia）、《黄金公牛》（El Toro de Oro）、《白金公牛》（El Toro Platino）和《大苹果》（La Gran Manzana）。
他的代表作《杰作》已经在28个多国家展出过，其中包括巴黎、戛纳、迪拜、罗马、佛罗伦萨、东京、迈阿密、纽约和洛杉矶等地。而另一方面，《大苹果》是21世纪公共艺术不可忽视的一件作品，它是与美国最重要的开发商之一三井不动产株式会社美国分部合作，为致敬纽约市而创造的作品，三井不动产株式会社是三井集团下属的一个子公司，也是日本最大的房地产开发公司之一。该雕塑是纽约这座高楼林立的大都市中最大的雕塑。